# Handwerkskammer Erfurt
Die Handwerkskammer Erfurt betreut alle Handwerksbetriebe sowie Betriebe des handwerksähnlichen Gewerbes in Mittel- und Nordthüringen. Dazu gehören die Landkreise Sömmerda, Gotha, Nordhausen, Unstrut-Hainich-Kreis, Kyffhäuser-Kreis, Eichsfeldkreis, Weimarer Land und Ilm-Kreis sowie die kreisfreien Städte Erfurt und Weimar.

## Geschichte
1900 wurde die Handwerkskammer Erfurt  gegründet und der Schneidermeister Johannes Jacobskötter zum ersten Präsidenten gewählt. Bis 1917 war das Dienstzimmer in der Wohnung von Jacobskötter, Burgstraße 12 in Erfurt. Der Haushalt belief sich jährlich ca. 1000 Reichsmark. Der Einfluss der Kammer und ihre Aufgabenbereichen wuchsen schnell. 1925 erfolgte der Kauf der Häuser Zum Breiten Herd und Zum Stötzel.
1937 wurden alle Thüringer Kammern zunächst eine Abteilung der Wirtschaftskammer Thüringen und 1942 zu einer Gauwirtschaftskammer mit Sitz in Weimar zusammengefasst; Erfurt war nur noch eine Außenstelle.
Durch einen SMAD-Befehl der Sowjetischen Militäradministration in Deutschland  wurde 1949  die Dezentralisierung der Kammer verfügt. Erfurt wurde wieder Hauptsitz. In den folgenden 40 Jahren der DDR wurden das Handwerk und seine Organisationen geduldet.
Nach 1989 fanden strukturelle Veränderungen statt. Heute (2017) betreut die Handwerkskammer Erfurt über 14.200 Betriebe in ihrem Kammerbezirk.

## Sitz
Die Handwerkskammer Erfurt hat ihren Sitz an zwei Standorten:
1. HWK Erfurt Hauptverwaltung, Fischmarkt Nr. 13, 99084 Erfurt
2. HWK Erfurt Berufsbildungszentrum, Alacher Chaussee 10, 99092 Erfurt

## Organisation

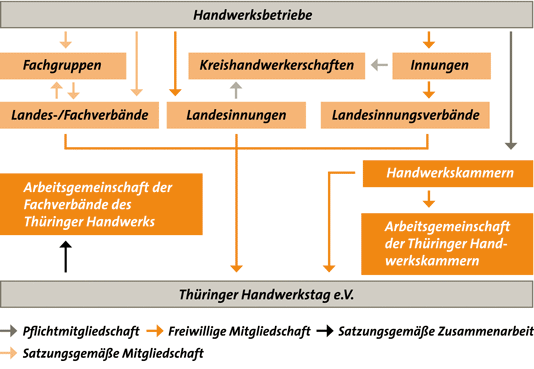
Organisationsstruktur des Handwerks in Thüringen

### Thüringer Handwerkstag
Der Thüringer Handwerkstag (THT) ist das Dach des Handwerks auf Landesebene. Er ist der oberste Interessenvertreter von mehr als 15.250 Handwerksbetrieben im Freistaat Thüringen. Er nimmt die Belange der Handwerker gegenüber dem Landtag, der Landesregierung, den Parteien, Körperschaften und Verbänden wahr.
Im Thüringer Handwerkstag haben sich die drei Thüringer Handwerkskammern sowie Thüringer Landesinnungsverbände und Landesinnungen vereint. Darüber hinaus sind dem Handwerk nahestehende wirtschaftliche Einrichtungen Mitglied im Thüringer Handwerkstag.

### Kreishandwerkerschaften (KHS)
Fünf Kreishandwerkerschaften gibt es im Kammerbezirk Erfurt.
1. KHS Gotha (Gotha)
2. KHS Kyffhäuser-Unstrut-Hainich (Mühlhausen)
3. KHS Mittelthüringen (Erfurt)
4. KHS Nordthüringen (Leinefelde)
5. KHS Weimar-Sömmerda (Weimar)

Unter ihrem Dach schließen sich die Innungen von Mittel- und Nordthüringen zusammen.
Die Kreishandwerkerschaften arbeiten gewerkeübergreifend und vertreten die Interessen des selbstständigen Handwerks und der handwerksähnlichen Betriebe. Sie sind jeweils einem Landkreis zugeordnet. Eine Kreishandwerkerschaft wird nach § 86 der Handwerksordnung durch die Handwerksinnungen, die in einem Stadt- oder Landkreis ihren Sitz haben gebildet.
Die Handwerkskammer Erfurt hat die Rechtsaufsicht über die Kreishandwerkerschaften in ihrem Kammerbezirk.

### Verein zur Förderung des Handwerks Thüringen
Das Thüringer Handwerk, insbesondere das Kunsthandwerk, hat weit über die Grenzen des Freistaates hinaus einen guten Ruf. Damit aber auch in Zukunft seltenes, traditionelles und kunsthandwerkliches Handwerk aus Thüringen erfolgreich am Markt bestehen kann, sind neue Wege zu beschreiten.
Die Unterstützung des Handwerkers hat sich der Verein zur Förderung des Handwerks Thüringen, dessen Initiator die Handwerkskammer Erfurt ist, auf die Fahnen geschrieben.
Laut Satzung verfolgt er folgende Ziele:
- Förderung handwerklicher Projekte und Vorhaben
- Pflege handwerklicher Traditionen
- Pflege und Dokumentation seltener und insbesondere vom Aussterben bedrohter Handwerke
- Organisation und Betreuung von Ausstellungen handwerklicher Produkte

### Junioren des Handwerks
2015 wurden die Handwerksjunioren für Mittel- und Nordthüringen gegründet.

## Aufgaben

### Verwaltungseinrichtung
Die Kammer
- führt die Handwerksrolle für zulassungspflichtige Handwerke und die Verzeichnisse der zulassungsfreien Handwerke sowie der handwerksähnlichen Gewerbe,
- regelt die Berufsausbildung und den Erlass aller dazu notwendigen Vorschriften,
- führt die Lehrlingsrolle (Verzeichnis aller abgeschlossenen Lehrverträge),
- führt und kontrolliert Prüfungen für Meister-, Fortbildungs-, Gesellen- und Um-schulungsprüfungen durch,
- erlässt Prüfungsordnungen für Meister-, Fortbildungs- und Gesellenprüfungen,
- führt die Liste aller handwerklichen Sachverständigen,
- beaufsichtigt die, Kreishandwerkerschaften und Innungen
- übernimmt Schlichtungsaufgaben.

### Interessenvertretung
Die Kammer
- hält Kontakte zu politischen Entscheidungsträgern und Behörden,
- beteiligt sich an Anhörungen und gibt Stellungnahmen zu neuen Gesetzen,
- ist das Sprachrohr für die Handwerksbetriebe,
- setzt sich für handwerks- und mittelstandsgerechte Rahmenbedingungen ein,
- wirkt bei der Bekämpfung der Schwarzarbeit mit.

### Dienstleister
Die Kammer
- berät in Fragen der Existenzgründung und Betriebsübernahme bzw. -übergabe,
- erarbeitet Stellungnahmen,
- berät bei rechtlichen Problemen und Fragen zum betrieblichen Umweltschutz,
- gewährt betriebswirtschaftliche und technische Beratung,
- unterstützt bei Marketingaktivitäten.

### Bildungswerkstatt
Die Kammer
- unterhält ein Berufsbildungszentrum,
- berät zu Fragen  um die Aus- und Weiterbildung,
- unterhält eine Lehrstellenbörse,
- führt Leistungswettbewerbe im Handwerks durch,
- qualifiziert Meister.

## Organe und Ehrenamt
Die Organe der Handwerkskammer sind die Vollversammlung, der Vorstand und die Ausschüsse. Die Vollversammlung ist das höchste Organ der Handwerkskammer Erfurt. Sie setzt sich, auf die Dauer von fünf Jahren, aus demokratisch gewählten Vertretern der Handwerksunter-nehmer und der Arbeitnehmer des Handwerks zusammen.
Die Vollversammlung wählt aus ihren Reihen einen Präsidenten, die Vizepräsidenten und den Vorstand sowie bei Bedarf Ausschüsse. In der Handwerkskammer Erfurt arbeiten auf dieser Grundlage der Rechnungsprüfungsausschuss, der Bauausschuss und der Gewerbeförderausschuss. Der Vollversammlung und den Vorstand obliegt die Beschlussfassung zu allen wichtigen Fragen im und um das Handwerk im Kammerbezirk.
Die Vollversammlung, der Vorstand und die Ausschüsse sind jeweils zu 2/3 mit selbstständigen Handwerkern und zu 1/3 mit Arbeitnehmern besetzt. Eine besondere Stellung hat darüber hinaus der Berufsbildungsausschuss (BBiA). Er ist zu allen Regelungen der Berufsausbildung zu hören.

## Präsidenten
- 1900–1911 Johannes Jacobskötter, Schneidermeister
- 1911–1920 Christian Büchner, Bäckermeister
- 1920–1933 Johannes Dunkel, Bäckermeister
- 1933–1943 Willi Stange, Baumeister
- 1945–1948 Heinz Baumeister
- 1948–1950 Hans Kettel, Malermeister
- 1950–1977 Paul Heß, Tischlermeister
- 1977–1989 Kurt Mikolajzak
- 1989–2001 Wolf Bachmann, Elektrotechniker
- 2001–2011 Rolf Ostermann, Karosseriebaumeister
- seit 2011 Stefan Lobenstein, Konditormeister